# Gabre
Gabre je francouzská obec, která se nachází v departementu Ariège, v regionu Midi-Pyrénées.

## Poloha
Obec má rozlohu 13,36 km². Nejvyšší bod je položen 570 m n. m. a nejnižší bod 286 m n. m.

## Obyvatelstvo

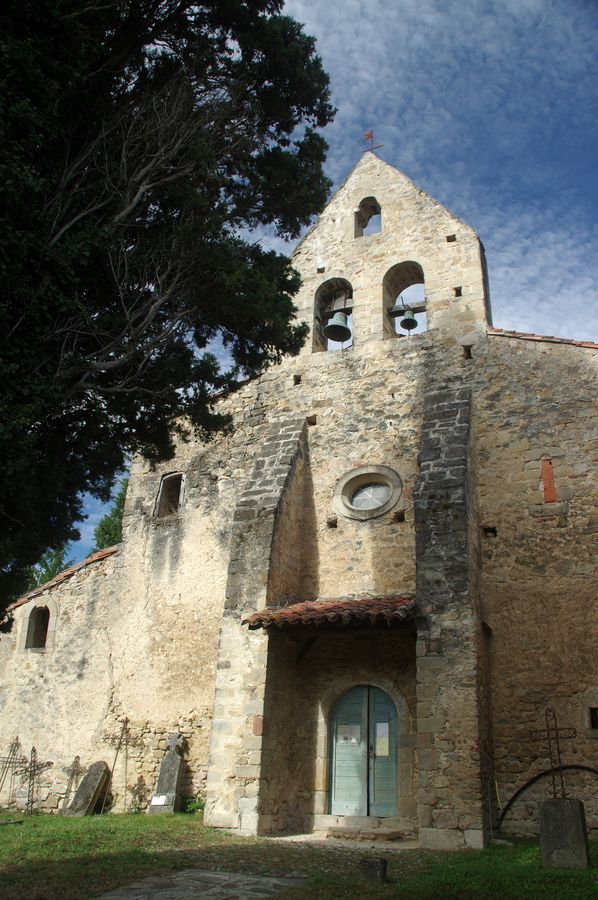
Kostel sv. Vavřince

Roku 2009 měla obec 89 obyvatel.